# Жезуш Каэтану Фрейре, Мария де
Мари́я де Жезу́ш Каэта́ну Фре́йре (порт. Maria de Jesus Caetano Freire; 20 июня 1894, Фрейшиоза — 22 мая 1981, Лиссабон) — домработница, экономка и делопроизводитель премьер-министра Португалии Антониу Салазара. Играла важную роль в повседневном функционировании верхов Нового государства.

## Домработница из деревни
Родилась в деревне Фрейшиоза фрегезии Санта-Эуфемия (Пенела), в бедной многодетной крестьянской семье. Окончила в Лиссабоне четыре класса начальной школы (чтобы получить паспорт, необходимый для посещения брата в Мозамбике). Перебралась в Коимбру, работала домашней прислугой.
В 1925 году Мария де Жезуш поступила в качестве экономки в дом профессора Коимбрского университета Антониу ди Оливейры Салазара. Осталась при Салазаре после его назначения премьер-министром Португалии.

## «Тень Салазара»

### Домоправительница и секретарь
Более сорока лет Мария де Жезуш была домоправительницей и делопроизводителем Антониу Салазара. Она организовывала его быт (вплоть до приготовления еды, шитья и стирки), выполняла обязанности секретаря. Постепенно экономка превратилась в посредника между Салазаром и его приближёнными. Она определяла, какую корреспонденцию премьер получит лично в руки, устанавливала график приёма посетителей. Марию де Жезуш называли «тенью Салазара».
С её помощью Салазар как бы поддерживал связь с массами. Мнение «простого народа» премьер спрашивал у своей экономки. Этому способствовал широкий круг её общения в различных социальных слоях.

Мария де Жезуш несла грубость и решительность людей земли.

«Крестьянское здравомыслие» сочеталось в ней с экстатической преданностью Салазару и его идеям.

Простоватая женщина олицетворяла тот самый народ, какого хотел Салазар: консервативно здравомыслящий, знающий своё место и преданный начальству.

При этом она высоко ценила полученные привилегии и причисляла себя к элите. Мария де Жезуш активно участвовала в правительственных интригах, обычно на стороне наиболее консервативных кругов Нового государства. Являлась весьма влиятельной фигурой, была известна под прозвищем Дона Мария или Д. Мария.

### Личность и отношения
Мария де Жезуш отличалась добросовестностью, трудолюбием, строгостью и дисциплинированностью. Отмечались и такие черты, как тяжесть характера, надменность от возвышения, жестокость и мстительность (в гораздо большей степени, нежели у Салазара). Неоднократно проявляла своеобразную ревность, выражала недовольство, когда в доме премьер-министра появлялись женщины. Временами такая жёсткость и недоброжелательность вызывала недовольство Салазара. Однако он очень ценил Марию и обычно в конечном счёте отдавал ей предпочтение в конфликтах.
Отношение Марии де Жезуш к Антониу ди Оливейре Салазару нередко оценивалось не только как верность и преданность, но и как страстное влечение. На эту тему возникали известные слухи, оказавшиеся, однако, совершенно ложными. Салазар не разделял этих чувств. Страсть Марии носила сугубо платонический характер.

### Перед концом
В период предсмертной болезни Салазара в 1968—1970 годах Мария де Жезуш создавала для него иллюзию сохранения власти.

На протяжении почти двух лет уволенный в отставку по болезни Салазар по-прежнему считал себя премьер-министром. Факт назначения Каэтану от него тщательно скрывали. В этой трагикомедии принимали участие президент Томаш и бессменная домоправительница Салазара Мария де Жезуш.— 
27 июля 1970 года Мария де Жезуш была одним из двух людей (наряду с врачом), находившихся при Салазаре в момент его смерти.

## Уход в уединение
В 1970—1981 годах Мария де Жезуш уединённо жила в Лиссабоне. В политике никак не участвовала, на Революцию гвоздик и последующие бурные события публично не реагировала. Перебралась из своей квартиры в дом престарелых, где и скончалась в возрасте 86 лет.
Мария де Жезуш никогда не была замужем, не имела детей, не заводила любовных романов.

## Память
Марию де Жезуш называют «самой могущественной женщиной Португалии XX века».
Её биография изложена в книге известного португальского журналиста Жоакима Виейры A governanta. D. Maria, companheira de Salazar («Экономка. Д. Мария, спутница Салазара»).